# Гакт Камуи
Гакт Камуи (на японски: 神威 楽斗, по английската система на Хепбърн: Gackt Camui) е японски музикален изпълнител и актьор. Той е вокалист, пише текстове на песни и свири на много музикални инструменти. Роден е на 4 юли в Окинава, Япония.

## Живот

### Детство
Гакт е роден на 4 юли (годината е неизвестна, но се предполага 1973) в Окинава. Има по-голяма сестра и по-малък брат. Не се знае каква е била по професия и интереси майка му, но често споменава, че баща му е джаз-музикант, който свири на тромпет.
Гакт е бил бунтар и е обичал да прави опасни неща. На 7-годишна възраст за малко не се удавил. Оттогава започнал да твърди, че вижда и чува мъртви роднини. Родителите не го взели на сериозно и се почувствал като аутсайдер.

### Музикално образование
Когато бил на 3 години, родителите му го накарали да се учи да свири на пиано. Към 11-годишна възраст пианото вече не представлявало интерес за него, но родителите му не му позволявали да се откаже. Той се карал и бунтувал срещу учителите, докато най-накрая му прекратили уроците по пиано.
На 14 години се връща към пианото, когато вижда колко добре го владее негов приятел. Без чужда помощ, ден и нощ се упражнявал докато не надмине приятеля си. Заради това желание да бъде по-добър от другите, той се научава да свири на още няколко музикални инструмента, сред тях барабаните, бас китарата и тромпета.

## Дискография
- Mizérable (1999)
- MARS (2000)
- Rebirth (2001)
- MOON (2002)
- Crescent (2003)
- The Sixth Day (2004)
- The Seventh Night (2004)
- Love Letter (2005)
- Love Letter - for Korean Dears (2005)
- DIABOLOS (2005)

## Филми
- „Moon child“ като Шо

### Филмова музика
Музиката на Gackt звучи в няколко доста познати анимета (японска анимация) и в една от игрите на Final Fantasy
- „Texhnolyze“ (TV) – текст, изпълнение и музика на песента „Tsuki no Uta“ (Песен на луната)
- „Shin Hokuto no Ken“ (V) – текст и изпълнение на песните „Lu:Na“ и „Oasis“
- „Mobile Suit Z Gundam“ – текст, изпълнение и музика на песните „Kimi Ga Matteiru Kara“ (Откакто чакаш) и „Metamorphoze“ (Метаморфоза)
- „Mobile Suit Z Gundam 2“ – текст, изпълнение и музика на песните „Metamorphoze“ (Метармофоза) and „Mind Forest“ (Мозъчна сила)
- „Mobile Suit Z Gundam 3“ – текст и изпълнение на „Love Letter“ (Любовно писмо) and „Metamorphoze“ (Метаморфоза)
- „Final Fantasy VII: Dirge of Cerberus“ (VG) – текст и изпълнение на песните „Longing“ и „Redemption“.

### Дублаж
Гласът на Гакт може да бъде чут и в няколко популярни видео игри.
- „Final Fantasy VII: Dirge of Cerberus“ – като Genesis
- „Final Fantasy VII: Crisis Core“ – като Genesis
- „Bujingai“ – като Lau Wong

### Актьор
- „Дете на луната“ – като Sho
- „Hero's Hero“ – като Gackt, Camui

### Сценарист
- „Дете на луната“
- „Hero's Hero“